# Alessandro Striggio
Alessandro Striggio (ur. około 1540 w Mantui, zm. 29 lutego 1592 tamże) – włoski kompozytor i instrumentalista.

## Życiorys
Był nieślubnym synem szlachcica z Mantui, w 1547 roku uznanym przez ojca za głównego spadkobiercę. W latach 50. zasłynął jako wiolista, związany był z mantuańskim dworem Gonzagów. W latach 60. XVI wieku służył na dworze Kosmy I Medyceusza we Florencji. Tworzył oprawę muzyczną dworskich uroczystości, jego 40-głosowy motet Ecce beatam lucem, wykonany przez chór pod kierownictwem Orlanda di Lasso, uświetnił w 1568 roku ślub księcia bawarskiego Wilhelma V, a 12-głosowy madrygał koronację Kosmy I Medyceusza na wielkiego księcia Toskanii w Rzymie w 1570 roku. W 1567 roku, po odbyciu podróży przez Austrię, Bawarię i Francję, odwiedził dwór angielski. W 1571 roku poślubił śpiewaczkę i wiolistę Virginię Vagnoli. W 1584 roku na zaproszenie Alfonsa II d’Este gościł w Ferrarze. W 1587 roku osiadł z rodziną na stałe w Mantui. W 1589 roku wziął udział jako wykonawca w uroczystościach z okazji zaślubin księcia Ferdynanda I we Florencji.
Jego syn, Alessandro zwany Alessandrino (ok. 1573–1630), był muzykiem i dyplomatą w służbie księcia Mantui oraz autorem libretta do Orfeusza Claudio Monteverdiego.

## Twórczość
Był autorem siedmiu zbiorów madrygałów (wydane w latach 1558–1597), komedii madrygałowej Il cicalamento delle done al bucato (1567), muzycznych intermezzów przeznaczonych do grania między aktami sztuk scenicznych, madrygałów, mniejszych dzieł wokalno-instrumentalnych. Ponadto był autorem 5-głosowej mszy Missa in domenicis diebus oraz mszy 40-głosowej z 60-głosowym Agnus Dei. W swojej twórczości nawiązywał do stylistyki Willaerta i de Rore, jego utwory cechuje doskonałe opanowanie warsztatu kompozytorskiego, wyraźne powiązanie muzyki z treścią tekstu oraz siła wyrazu. Cieszył się poważaniem wśród współczesnych, jego kompozycje były wielokrotnie przedrukowywane w różnych zbiorach. Zachowane listy Striggia stanowią cenne źródło informacji o życiu muzycznym 2. połowy XVI wieku.